# 高山都市圏
高山都市圏（たかやまとしけん）は、岐阜県高山市を中心とする都市圏である。

## 定義
一般的な都市圏の定義については都市圏を参照のこと。

### 「10% 都市圏（通勤圏）」
高山市を中心とする都市雇用圏（10% 通勤圏）の人口は約12万人（2010年国勢調査基準）。
都市雇用圏（10% 通勤圏）の変遷
- 10% 通勤圏に入っていない自治体は、各統計年の欄で灰色かつ「-」で示す。

| 自治体 ('80) | 1980年                 | 1990年                 | 1995年                 | 2000年                 | 2005年                 | 2010年                 | 自治体 （現在） |
| ------------ | ---------------------- | ---------------------- | ---------------------- | ---------------------- | ---------------------- | ---------------------- | --------------- |
| 白川村       | -                      | -                      | -                      | -                      | -                      | -                      | 白川村          |
| 神岡町       | -                      | -                      | -                      | -                      | 高山 都市圏 12万5133人 | 高山 都市圏 11万9479人 | 飛騨市          |
| 宮川村       | 高山 都市圏 10万7635人 | -                      | -                      | 高山 都市圏 10万9697人 | 高山 都市圏 12万5133人 | 高山 都市圏 11万9479人 | 飛騨市          |
| 河合村       | 高山 都市圏 10万7635人 | 高山 都市圏 10万7108人 | 高山 都市圏 10万7836人 | 高山 都市圏 10万9697人 | 高山 都市圏 12万5133人 | 高山 都市圏 11万9479人 | 飛騨市          |
| 古川町       | 高山 都市圏 10万7635人 | 高山 都市圏 10万7108人 | 高山 都市圏 10万7836人 | 高山 都市圏 10万9697人 | 高山 都市圏 12万5133人 | 高山 都市圏 11万9479人 | 飛騨市          |
| 高山市       | 高山 都市圏 10万7635人 | 高山 都市圏 10万7108人 | 高山 都市圏 10万7836人 | 高山 都市圏 10万9697人 | 高山 都市圏 12万5133人 | 高山 都市圏 11万9479人 | 高山市          |
| 丹生川村     | 高山 都市圏 10万7635人 | 高山 都市圏 10万7108人 | 高山 都市圏 10万7836人 | 高山 都市圏 10万9697人 | 高山 都市圏 12万5133人 | 高山 都市圏 11万9479人 | 高山市          |
| 清見村       | 高山 都市圏 10万7635人 | 高山 都市圏 10万7108人 | 高山 都市圏 10万7836人 | 高山 都市圏 10万9697人 | 高山 都市圏 12万5133人 | 高山 都市圏 11万9479人 | 高山市          |
| 荘川村       | 高山 都市圏 10万7635人 | 高山 都市圏 10万7108人 | 高山 都市圏 10万7836人 | 高山 都市圏 10万9697人 | 高山 都市圏 12万5133人 | 高山 都市圏 11万9479人 | 高山市          |
| 宮村         | 高山 都市圏 10万7635人 | 高山 都市圏 10万7108人 | 高山 都市圏 10万7836人 | 高山 都市圏 10万9697人 | 高山 都市圏 12万5133人 | 高山 都市圏 11万9479人 | 高山市          |
| 久々野町     | 高山 都市圏 10万7635人 | 高山 都市圏 10万7108人 | 高山 都市圏 10万7836人 | 高山 都市圏 10万9697人 | 高山 都市圏 12万5133人 | 高山 都市圏 11万9479人 | 高山市          |
| 朝日村       | 高山 都市圏 10万7635人 | 高山 都市圏 10万7108人 | 高山 都市圏 10万7836人 | 高山 都市圏 10万9697人 | 高山 都市圏 12万5133人 | 高山 都市圏 11万9479人 | 高山市          |
| 国府町       | 高山 都市圏 10万7635人 | 高山 都市圏 10万7108人 | 高山 都市圏 10万7836人 | 高山 都市圏 10万9697人 | 高山 都市圏 12万5133人 | 高山 都市圏 11万9479人 | 高山市          |
| 高根村       | -                      | -                      | -                      | -                      | 高山 都市圏 12万5133人 | 高山 都市圏 11万9479人 | 高山市          |
| 上宝村       | -                      | -                      | -                      | -                      | 高山 都市圏 12万5133人 | 高山 都市圏 11万9479人 | 高山市          |

- 2004年2月1日：吉城郡古川町、神岡町、河合村、宮川村が新設合併して飛騨市が発足。
- 2005年2月1日：高山市に大野郡丹生川村、清見村、荘川村、宮村、久々野町、朝日村、高根村、吉城郡国府町、上宝村を編入。